# Mabel A. Grammer
Mabel Alston Grammer (* 1915 in Hot Springs, Arkansas; † 5. Juni 2002 in Washington, D.C.) war eine afroamerikanische Menschenrechtsaktivistin und Journalistin. Durch ihren „Brown Baby Plan“ gelang es ihr, nach dem Zweiten Weltkrieg über 500 deutsche „Mischlingskinder“ zur Adoption zu vermitteln.

## Leben
Mabel Grammer wurde 1915 als eines von sieben Kindern des Hotelpagen Edward Treadwell und dessen Frau Pearl in Hot Springs, Arkansas geboren. Sie absolvierte ihr Journalismus-Studium an der Ohio State University. In den 1940ern schrieb Grammer Artikel für die Wochenzeitung The Afro-American, die in Baltimore erschien und hauptsächlich afroamerikanische Leser hatte. Während des Zweiten Weltkriegs arbeitete sie beim Kriegsministerium und setze sich dort für die Aufhebung der Rassentrennung auf dem Nationalfriedhof Arlington ein. Grammer war zudem Mitglied der katholischen Kirche St. Aloysius in Washington und arbeitete ehrenamtlich mit der Army Community Service Agentur im Walter-Reed-Militärkrankenhaus zusammen, um Familien von Soldaten zu unterstützen, die ihren Dienstort wechseln mussten. Aufgrund einer erlittenen Bauchfellentzündung und eines darauffolgenden Blinddarmbruchs im Kindesalter konnte sie selbst keine Kinder mehr bekommen.

## Wirken
Nach ihrer Heirat im Jahr 1950 mit dem US-Offizier Oscar George Grammer zog das Ehepaar infolge seiner Stationierung nach Mannheim, wo sie zwischen 1951 und 1954 lebten.
Trotz des anfänglichen Fraternisierungsverbots kam es in Deutschland häufig zu Verbindungen zwischen amerikanischen Soldaten und deutschen Frauen. Allein in Mannheim kamen zwischen 1945 und 1959 infolgedessen 2183 Besatzungskinder zur Welt, 539 davon hatten schwarze Väter. Besonders diese als „Mischlingskinder“ oder „Brown Babies“ bezeichneten Kinder litten in Deutschland stark unter Vorurteilen und Diskriminierung. Viele der Kinder wurden in Kinderheime gegeben, da sich die Mütter nicht ausreichend um sie kümmern konnten oder sie ihnen weggenommen wurden.
Nachdem Grammer unter anderem das St. Josef Waisenhaus in Mannheim-Käfertal besuchte und die Lage der Kinder mit eigenen Augen gesehen hatte, entschloss sie sich dazu, etwas gegen deren Leid zu unternehmen. Sie veröffentlichte einen Artikel über die Situation der deutsch-amerikanischen Besatzungskinder in der Afro-American, woraufhin über 400 afroamerikanische Paare aus Deutschland und den USA anfragten, wie sie ein solches Kind aufnehmen könnten. Im weiteren Verlauf veröffentlichte Grammer regelmäßig Artikel und Anzeigen in Zeitschriften und ermutigte damit zahlreiche afroamerikanische Familien, selbst Mischlingskinder zu adoptieren. Durch ihren sogenannten „Brown Baby Plan“ arrangierte sie mithilfe eines Netzwerks aus Personen und Institutionen, darunter Richter am Mannheimer Vormundschaftsgericht, Jugendamtsmitarbeiter sowie die Leiterin des Kinderheims St. Josef, eine „Adoptionsbrücke“ in die USA.  Die Eltern adoptierten die Kinder dabei, ohne sie vorher gesehen zu haben. Die Geburtsurkunde wurde verändert und besagte, dass die Adoptiveltern die leiblichen Eltern des Kindes waren. Zudem half die Fluggesellschaft Scandinavian Airlines mit, die Kinder kostengünstig oder sogar kostenlos in die USA zu fliegen. Nach der Rückkehr des Paares in die Staaten im September 1954 waren bereits ca. 350 Kinder an afroamerikanische Ehepaare vermittelt worden, insgesamt fanden mehr als 500 Kinder durch die Grammers ein neues Zuhause. Neueren Forschungen zufolge war Mabel Grammer auch an der Adoptionsvermittlung schwarzer österreichischer Besatzungskinder in die USA beteiligt. Infolge einer weiteren Überseestationierung 1960 nach Karlsruhe führten die beiden das Projekt mit der Organisation Give Children a Future weiter. Das Ehepaar adoptierte im Laufe der Jahre selbst zwölf Besatzungskinder. Viele ihrer Adoptivkinder bekleiden heute hochrangige Posten beim US-Militär, darunter auch die Tochter Nadja Y. West.
Grammer starb am 5. Juni 2002 in Washington, D.C. an den Folgen einer arteriellen Hypertonie.

## Kritik
Trotz vieler positiver Reaktionen der Presse, von denen Grammer  Titel wie „Braune Fee“ und „Mommie Mabel“ erhielt, gab es an ihrer Arbeit auch Kritik, unter anderem vom deutschen Jugendamt, dem internationalen Sozialdienst (ISD) und von amerikanischen Adoptionsagenturen. Diese warfen ihr vor, nicht erfahren genug zu sein, um die Adoptionen beaufsichtigen zu können sowie keine Verbindungen zu amerikanischen Sozialdiensten und somit keine Möglichkeit zur nachträglichen Überprüfung der Kinder in ihren neuen Familien zu haben. Zudem hatten sie Bedenken, was die Auswahl der Familien anging. Grammer widersprach diesen Anschuldigungen mit der Begründung, dass viele afroamerikanische Adoptiveltern einzig allein aufgrund rassistischer Vorurteile als nicht geeignet angesehen werden würden.

## Ehrungen
Zusammen mit ihrem Ehemann erhielt Grammer von Papst Paul VI. 1968 für ihren humanitären Einsatz den Pro Ecclesia et Pontifice Ehrenorden sowie die Benemerenti Verdienstmedaille.
Seit 2019 ist eine Straße in Mannheim-Käfertal nach ihr benannt (Mabel-Grammer-Ring). Mit diesem Denkmal soll an „Frauen als Wegbereiterinnen für freundschaftliche deutsch-amerikanische Beziehungen in den Nachkriegsjahren“ erinnert werden.